# David Ervine
David Ervine (Belfast, 21 luglio 1953 – Belfast, 8 gennaio 2007) è stato un politico britannico.
Nel 1972 entrò nell'Ulster Volunteer Force e fu per questo arrestato nel 1974. Tornato in libertà nel 1980, militò nel Progressive Unionist Party diventando consigliere comunale di Belfast nel 1985 (confermato nel 1997) e deputato nazionale nel 1998 (confermato nel 2003).
Dal 2002 fino alla morte, avvenuta per un attacco di cuore, fu il leader del Progressive Unionist Party.
| Controllo di autorità | VIAF (EN) 198149294311280521768 · ISNI (EN) 0000 0001 1488 6461 · LCCN (EN) nb2001077710 · GND (DE) 128961872 · BNF (FR) cb14049454r (data) · J9U (EN, HE) 987007441013805171 |